# Atletiek op de Olympische Zomerspelen 2024 – 1500 meter vrouwen
De 1500 meter voor vrouwen  op de Olympische Zomerspelen 2024 vond plaats van zes tot en met tien augustus in het Stade de France. De Keniaanse Faith Kipyegon was al tweevoudig Olympisch kampioen op deze afstand en behaalde in 2024 voor de derde maal de Olympische titel. Het zilver was voor Jessica Hull uit Australië, en Georgia Bell uit Groot Brittannië won de bronzen medaille.

## Records
Voorafgaand aan het toernooi waren dit het wereldrecord en het olympisch record.
| Wereldrecord     | Kenia Faith Kipyegon | 3:49.04 | Parijs | 7 juli 2024     |
| Olympisch record | Kenia Faith Kipyegon | 3:53.11 | Tokio  | 6 augustus 2021 |

## Resultaten

### Series
De zes snelsten van elke serie kwalificeerden zich direct voor de halve finales (Q), Van de overgebleven atleten kwalificeerden de zes tijdsnelsten zich ook voor de halve finales (q),

#### Serie 1
| Rang | Naam                 | Naam | Tijd           | Bijz. |
| ---- | -------------------- | ---- | -------------- | ----- |
| 1    | Gudaf Tsegay         | ETH  | 3:58.84        | Q     |
| 2    | Laura Muir           | GBR  | 3:58.91        | Q     |
| 3    | Susan Ejore          | KEN  | 3:59.01        | Q     |
| 4    | Georgia Griffith     | AUS  | 3:59.22 (.217) | Q     |
| 5    | Agathe Guillemot     | FRA  | 3:59.22 (.220) | Q     |
| 6    | Emily Mackay         | USA  | 3:59.63        | Q     |
| 7    | Sophie O'Sullivan    | IRL  | 4:00.23        | PB    |
| 8    | Sintayehu Vissa      | ITA  | 4:00.69        | PB    |
| 9    | Águeda Marqués       | ESP  | 4:01.60        | PB    |
| 10   | Lucia Stafford       | CAN  | 4:02.22        | SB    |
| 11   | Nozomi Tanaka        | JPN  | 4:04.28        | q     |
| 12   | Vera Hoffmann        | LUX  | 4:07.64        |       |
| 13   | Adelle Tracey        | JAM  | 4:09.33        | SB    |
| 14   | Aleksandra Płocińska | POL  | 4:10.12        |       |
| 15   | Joselyn Brea         | VEN  | 4:13.77        |       |

#### Serie 2
| Rang | Naam                | Naam | Tijd    | Bijz. |
| ---- | ------------------- | ---- | ------- | ----- |
| 1    | Diribe Welteji      | ETH  | 3:59.73 | Q     |
| 2    | Georgia Bell        | GBR  | 4:00.29 | Q     |
| 3    | Nikki Hiltz         | USA  | 4:00.42 | Q     |
| 4    | Faith Kipyegon      | KEN  | 4:00.74 | Q     |
| 5    | Weronika Lizakowska | POL  | 4:01.54 | Q, PB |
| 6    | Maia Ramsden        | NZL  | 4:02.83 | Q     |
| 7    | Sarah Healy         | IRL  | 4:02.91 |       |
| 8    | Linden Hall         | AUS  | 4:03.89 |       |
| 9    | Simone Plourde      | CAN  | 4:06.59 |       |
| 10   | Esther Guerrero     | ESP  | 4:06.60 |       |
| 11   | Nele Weßel          | GER  | 4:08.55 |       |
| 12   | Sara Lappalainen    | FIN  | 4:08.66 |       |
| 13   | Yume Goto           | JPN  | 4:09.41 | PB    |
| 14   | Federica Del Buono  | ITA  | 4:10.14 |       |
| 15   | María Pía Fernández | URU  | 4:19.30 |       |

#### Serie 3
| Rang | Naam                   | Naam | Tijd    | Bijz. |
| ---- | ---------------------- | ---- | ------- | ----- |
| 1    | Nelly Chepchirchir     | KEN  | 4:02.67 | Q     |
| 2    | Jessica Hull           | AUS  | 4:02.70 | Q     |
| 3    | Elle St. Pierre        | USA  | 4:03.22 | Q     |
| 4    | Klaudia Kazimierska    | POL  | 4:03.49 | Q     |
| 5    | Salomé Afonso          | POR  | 4:04.42 | Q, PB |
| 6    | Marta Pérez            | ESP  | 4:04.94 | Q     |
| 7    | Kristiina Sasínek Mäki | CZE  | 4:06.07 |       |
| 8    | Revée Walcott-Nolan    | GBR  | 4:06.44 |       |
| 9    | Elise Vanderelst       | BEL  | 4:06.95 |       |
| 10   | Winnie Nanyondo        | UGA  | 4:07.06 |       |
| 11   | Birke Haylom           | ETH  | 4:07.15 |       |
| 12   | Kate Current           | CAN  | 4:09.81 |       |
| 13   | Ludovica Cavalli       | ITA  | 4:11.68 |       |
| 14   | Farida Abaroge         | EOR  | 4:29.27 | SB    |

### Herkansingsronde

#### Herkansingsserie 1
| Rang | Naam               | Naam | Tijd    | Bijz. |
| ---- | ------------------ | ---- | ------- | ----- |
| 1    | Birke Haylom       | ETH  | 4:01.47 | Q     |
| 2    | Ludovica Cavalli   | ITA  | 4:02.46 | Q     |
| 3    | Esther Guerrero    | ESP  | 4:03.15 | Q     |
| 4    | Sophie O'Sullivan  | IRL  | 4:03.73 |       |
| 5    | Lucia Stafford     | CAN  | 4:04.26 |       |
| 6    | Joselyn Brea       | VEN  | 4:05.93 |       |
| 7    | Federica del Buono | ITA  | 4:06.00 |       |
| 8    | Winnie Nanyondo    | UGA  | 4:06.35 |       |
| 9    | Nele Weßel         | GER  | 4:07.22 |       |
| 10   | Kate Current       | CAN  | 4:08.91 |       |
| 11   | Yume Goto          | JPN  | 4:10.40 |       |
| 12   | Farida Abaroge     | EOR  | 4:30.53 |       |
|      | Sara Lappalainen   | FIN  |         | DNS   |

#### Herkansingsserie 2
| Rang | Naam                   | Naam | Tijd    | Bijz. |
| ---- | ---------------------- | ---- | ------- | ----- |
| 1    | Sintayehu Vissa        | ITA  | 4:06.71 | Q     |
| 2    | Revée Walcott-Nolan    | GBR  | 4:06.73 | Q     |
| 3    | Águeda Marqués         | ESP  | 4:07.05 | Q     |
| 4    | Sarah Healy            | IRL  | 4:07.60 |       |
| 5    | Kristiina Sasínek Mäki | CZE  | 4:07.80 |       |
| 6    | Simone Plourde         | CAN  | 4:08.49 |       |
| 7    | Elise Vanderelst       | BEL  | 4:08.86 |       |
| 8    | Linden Hall            | AUS  | 4:09.05 |       |
| 9    | Aleksandra Płocińska   | POL  | 4:09.47 |       |
| 10   | Vera Hoffmann          | LUX  | 4:11.28 |       |
| 11   | Adelle Tracey          | JAM  | 4:14.52 |       |
| 12   | María Pía Fernández    | URU  | 4:16.46 |       |

### Halve finales
De vijf snelsten van elke serie kwalificeerden zich direct voor de finale (Q), Van de overgebleven atleten kwalificeerden de twee tijdsnelsten zich ook voor de finale (q). 

#### Halve finale 1
| Rang | Naam                | Naam | Tijd    | Bijz. |
| ---- | ------------------- | ---- | ------- | ----- |
| 1    | Faith Kipyegon      | KEN  | 3:58.64 | Q     |
| 2    | Georgia Bell        | GBR  | 3:59.49 | Q     |
| 3    | Elle St. Pierre     | USA  | 3:59.74 | Q     |
| 4    | Laura Muir          | GBR  | 3:59.83 | Q     |
| 5    | Klaudia Kazimierska | POL  | 4:00.21 | Q, PB |
| 6    | Águeda Marqués      | ESP  | 4:01.90 | Q     |
| 7    | Esther Guerrero     | ESP  | 4:01.94 |       |
| 8    | Maia Ramsden        | NZL  | 4:02.20 | NR    |
| 9    | Georgia Griffith    | AUS  | 4:02.69 |       |
| 10   | Birke Haylom        | ETH  | 4:03.11 |       |
| 11   | Nelly Chepchirchir  | KEN  | 4:03.24 |       |
| 12   | Ludovica Cavalli    | ITA  | 4:03.59 |       |

#### Halve finale 2
| Rang | Naam                | Naam | Tijd    | Bijz. |
| ---- | ------------------- | ---- | ------- | ----- |
| 1    | Diribe Welteji      | ETH  | 3:55.10 | Q     |
| 2    | Jessica Hull        | AUS  | 3:55.40 | Q     |
| 3    | Nikki Hiltz         | USA  | 3:56.17 | Q     |
| 4    | Gudaf Tsegay        | ETH  | 3:56.41 | Q     |
| 5    | Susan Ejore         | KEN  | 3:56.57 | Q, PB |
| 6    | Agathe Guillemot    | FRA  | 3:56.69 | Q, NR |
| 7    | Weronika Lizakowska | POL  | 3:57.31 | NR    |
| 8    | Marta Pérez         | ESP  | 3:57.75 | NR    |
| 9    | Revée Walcott-Nolan | GBR  | 3:58.08 | PB    |
| 10   | Sintayehu Vissa     | ITA  | 3:58.11 | NR    |
| 11   | Nozomi Tanaka       | JPN  | 3:59.70 | SB    |
| 12   | Salomé Afonso       | POR  | 3:59.96 | PB    |
| 13   | Emily Mackay        | USA  | 4:02.03 |       |

### Finale
| Rang   | Naam                    | Naam | Tijd    | Bijz. |
| ------ | ----------------------- | ---- | ------- | ----- |
| Goud   | Faith Kipyegon          | KEN  | 3:51.29 | OR    |
| Zilver | Jessica Hull            | AUS  | 3:52.56 |       |
| Brons  | Georgia Bell            | GBR  | 3:52.61 | NR    |
| 4      | Diribe Welteji          | ETH  | 3:52.75 | PB    |
| 5      | Laura Muir              | GBR  | 3:53.37 | PB    |
| 6      | Susan Ejore             | KEN  | 3:56.07 | PB    |
| 7      | Nikki Hiltz             | USA  | 3:56.38 |       |
| 8      | Elle Purrier St. Pierre | USA  | 3:57.52 |       |
| 9      | Agathe Guillemot        | FRA  | 3:59.08 |       |
| 10     | Klaudia Kazimierska     | POL  | 4:00.12 | PB    |
| 11     | Águeda Marqués          | ESP  | 4:00.31 | PB    |
| 12     | Gudaf Tsegay            | ETH  | 4:01.27 |       |

1972: Ljoedmila Bragina ·
1976: Tatjana Kazankina ·
1980: Tatjana Kazankina ·
1984: Gabriella Dorio ·
1988: Paula Ivan ·
1992: Hassiba Boulmerka ·
1996: Svetlana Masterkova ·
2000: Nouria Mérah-Benida ·
2004: Kelly Holmes ·
2008: Nancy Langat ·
2012: Maryam Jamal ·
2016: Faith Kipyegon ·
2020: Faith Kipyegon ·
2024: Faith Kipyegon